# Kammerchor der Frauenkirche Dresden
Der Kammerchor der Frauenkirche Dresden ist ein Kammerchor, der von Frauenkirchenkantor Matthias Grünert 2005 gegründet wurde. Er besteht aus 30 professionellen Sängerinnen und Sängern, die sich vor allem Werken der A-cappella-Literatur und den Oratorien des 17. und 18. Jahrhunderts widmen.
Erstmals trat der Kammerchor am 13. Februar 2005, dem 60. Jahrestag der Luftangriffe auf Dresden, mit der musikalischen Ausgestaltung der ersten Öffnung der Frauenkirche nach weitgehender Fertigstellung an die Öffentlichkeit. In der Passionszeit 2005 gab er sein erstes a-cappella-Konzert in der Unterkirche der Frauenkirche. Seitdem zählen die musikalische Ausgestaltung der Gottesdienste, der Geistlichen Sonntagsmusiken sowie Konzerte und weiterer Veranstaltungen in der Frauenkirche zu den Hauptaufgaben. Darüber hinaus ist der Chor auch als kirchenmusikalischer Botschafter der Frauenkirche in Konzerten außerhalb Dresdens zu erleben, so führten zahlreiche Konzertreisen nicht nur ins Inland, sondern wiederholt nach Frankreich, Italien, Großbritannien, in die Schweiz, nach Belgien und Japan. Anlässlich des Besuches des Präsidenten der Vereinigten Staaten von Amerika, empfing der Kammerchor am 5. Juni 2008 Barack Obama musikalisch in der Dresdner Frauenkirche.
Neben den regelmäßigen Probenzeiten erhalten alle Chormitglieder weiterführenden Stimmbildungsunterricht. Das Repertoire des Ensembles umfasst vor allem Werke Johann Sebastian Bachs (Weihnachtsoratorium, Johannespassion, h-Moll-Messe, die vier lutherischen Messen, Kantaten BWV 1, 4, 33, 62, 65, 67, 79, 110, 137, 180 u. a., Motette „Jesu, meine Freude“), Utrechter Te Deum, Alexanderfest und Jephtha von Georg Friedrich Händel, „Der Christ am Grabe Jesu“ von Christian Ehregott Weinlig, die Petite Messe solennelle von Gioacchino Rossini, Kantaten von Gottfried August Homilius, das Requiem von Gabriel Fauré, Die Schöpfung, Harmoniemesse und Nicolaimesse von Joseph Haydn, Große Messe c-Moll von Mozart, Die Passion unseres Herrn Jesus Christus von Salieri, und viele A-cappella-Werke, darunter die Geistliche Chormusik von Heinrich Schütz.
Folgende CDs hat das Ensemble bereits eingespielt:
- Weihnachtsmusik aus der Frauenkirche „Vom Himmel hoch“ (2006 Carus)
- Händel, Oratorm Jephtha (2008 Carus)
- Bach, Weihnachtsoratorium (2012 Berlin Classics)
- Haydn, Schöpfungsmesse (2012 Rondeau)
- Weihnachten an der Frauenkirche, Werke von Schütz, Schelle, Scheidt, Praetorius u. a. (2013 SONY)
- Luther, Musikam hab ich allzeit lieb (2014 Rondeau)
- Cherubini, Requiem in c minor (2017 Rondeau)
- Bach, Johannespassion (2018 Berlin Classics)